# Oscar Eklind
Carl Oscar Eklind, född 14 juli 1998 i Trelleborg, är en svensk professionell ishockeyspelare (forward) som tillhör Philadelphia Flyers organisation i National Hockey League.
Oscars moderklubb är Trelleborgs IF.